# Liste der Naturdenkmale in Kirchen (Sieg)
Die Liste der Naturdenkmale in Kirchen (Sieg) nennt die im Gemeindegebiet von Kirchen (Sieg) ausgewiesenen Naturdenkmale (Stand 15. Februar 2024).

## Naturdenkmale
| Nr.         | Bezeichnung              | Lage                                                               | Beschreibung                                                                         | Bild                                    |
| ----------- | ------------------------ | ------------------------------------------------------------------ | ------------------------------------------------------------------------------------ | --------------------------------------- |
| ND-7132-373 | Druidenstein             | Offhausen, südwestlich des Ortes; Distrikt Am Druidenstein Lage    | Basaltformation                                                                      | mehr Fotos \| Fotos hochladen           |
| ND-7132-377 | Königsbuchen             | Herkersdorf, südlich des Ortes; Distrikt In der oberen Bracht Lage | Fagus sylvatica, zwei von ursprünglich drei Bäumen, um 1650 gekeimt                  | Direkt Bild zu diesem Denkmal hochladen |
| ND-7132-445 | Alte Eiche in Katzenbach | Katzenbach, Dorfstraße, gegenüber Nr. 73a Lage                     | Quercus robur, um 1670 gekeimt, Stammumfang 4,2 m, Höhe 25 m, Kronendurchmesser 20 m | Direkt Bild zu diesem Denkmal hochladen |